# Berkovski Prelogi
Berkovski Prelogi – wieś w Słowenii, w gminie Križevci. W 2018 roku liczyła 27 mieszkańców.